# 宽穗兔儿风
宽穗兔儿风（学名：Ainsliaea latifolia var. platyphylla）为菊科兔儿风属下的一个变种。